# Библиотека Байройтского университета
Библиотека Байройтского университета (нем. Universitätsbibliothek Bayreuth) — публичная научная библиотека, являющаяся частью Байройтского университета, расположенного в Баварии; обладает фондом в 2,3 миллиона носителей информации и является одной из крупнейших библиотек региона; входит в состав Баварской библиотечной ассоциации (BVB). Библиотека была основана на следующий год после создания университета, в 1973 году, и первоначально располагалась в центре города Байройт, в здании «Iwalewahaus» на улице Мюнцгассе; в 1975 году библиотека переехала в помещения бывшей фабрики «Gardinenfabrik Zappe». В 1987 году библиотека переехала в новое здание, расположенное в университетском кампусе; сегодня включает в себя несколько отраслевых библиотек, предлагающих читателям специальную литературу по отдельным научным предметам.

## История
Библиотека Байройтского университета была основана на следующий год после создания самого университета, в 1973 году. Через два года она переехала в помещения бывшей текстильной фабрики «Gardinenfabrik Zappe» на улице Юстус-Либих-Штрассе, а в 1987 году смогла занять собственное новое здание, расположенное в университетском кампусе на юго-востоке города. В 2001 году к библиотечному зданию было пристроено помещение для факультета культурологии, который до этого располагался на площади Гешвистер-Шолль-Платц: специализированная отраслевая библиотека по культурологии была интегрирована в центральную библиотеку.
Ещё четыре специализированных филиала разместились в соответствующих помещениях факультетов университета. С учреждением факультета прикладных естественных наук, в 1998 году была расширена специализированная библиотека по математике и физике. В 2017 году руководство университета решило практически полностью отказаться от помещения на площади Гешвистер-Шолль-Платц, которому был необходим масштабный и дорогостоящий ремонт: в результате 31 мая библиотека на Гешвистер-Шолль-Платц (GSP) была закрыта.
Книжная коллекция библиотеки Байройтского университета включает в себя в общей сложности около 2,3 миллиона единиц хранения. Библиотека в Байройте располагает второй в Германии по объему — после специальной коллекции библиотеки университета во Франкфурта-на-Майне — коллекцией работ, связанных с Африкой: около 40 000 томов. Это стало результатом деятельности системы междисциплинарных исследований по африканистике, основанной в университете в 1976 году. Истории региона Верхняя Франкония также получила значительное представление в библиотечных фондах: в 1987 году библиотека Исторического общества Верхней Франконии, старейшего из исторических обществ и ассоциаций Баварии, была передана университетской библиотеке на временное хранение. Данная уникальная коллекция книг и рукописей XIX века пережила Вторую мировую войну без значительных потерь.